# 에우튀데모스
에우튀데모스(그리스어: Ευθύδημος)는 플라톤이 기원전 380년에 쓴 책으로 소피스트의 논리적 오류를 풍자한 내용을 담고 있다. 책에서는 소크라테스와 여러 젊은 이들이 저명한 소피스테스인 에우튀데모스와 디오뉘소도로스 형제를 방문하여 대화를 나누는 내용이다. 에우튀데모스의 주요 목적은 소크라테스의 주장과 교설을 소피스테스의 궤변과 대조하여 후자를 비판하는 것이다. 소크라테스의 여러 대화록처럼, 소피스테스의 토론 상대인 두 소피스테스인 에우튀데모스와 디오뉘소도로스는 실존 인물이다. 에우튀데모스는 책이 쓰인 당시에 꽤 유명했으며, 플라톤과 아리스토텔레스가 몇 번 언급하기도 한다. 비슷하게 디오뉘소도로스는 크세노폰이 언급하고 있다. 이 대화록은 두 형제의 오만과 궤변을 소크라테스의 완벽한 논리와 침착하면서도 정중한 방식을 대조하고 있다. 이 대화록에서 에우튀데모스와 디오뉘소도로스는 자신들이 내세우는 철학적 우위를 논증하기 위해 계속 거짓되고 무의미한 주장으로 소크라테스를 속이려 한다. 

## 참고 문헌
- 《에우튀데모스 - 원제 Euthydemos 정암학당 플라톤 전집 6》, 김주일(옮김), 이제이북스, 2008.